# Jernvallen
Lo Jernvallen è uno stadio di calcio situato a Sandviken, in Svezia.
Oggi può ospitare fino a 7 000 spettatori, ed è utilizzato dalle principali squadre calcistiche cittadine, ovvero il Sandvikens IF, con un passato da ventuno stagioni in Allsvenskan tra il 1929-30 e il 1961 ed il Sandvikens AIK, che invece nella massima serie ci giocò solo nel 1954-55.

## Storia
L'impianto venne costruito nel 1938, in un'epoca in cui il Sandvikens IF militava in Allsvenskan. Qualche anno più tardi lo Jernvallen fu incluso tra i dodici stadi scelti per ospitare le partite dei Mondiali 1958: nello specifico si disputarono qui Ungheria-Galles 1-1 e Ungheria-Messico 4-0, entrambe valide per il Gruppo 3 della fase a gironi. Ciò rese lo Jernvallen lo stadio più a nord ad aver ospitato una gara dei Mondiali. Il record di spettatori venne tuttavia toccato l'anno precedente, quando 20 288 persone assistettero alla sfida di campionato tra il Sandviken e l'IFK Norrköping. La capienza attuale è nettamente minore, essendo stata portata a 7 000 posti.
Fino al 1991, ad essere utilizzato per gli incontri calcistici fu il "vecchio" Jernvallen. Nel 1993 all'interno dello stesso complesso sportivo venne completato il "nuovo" Jernvallen, che divenne il nuovo impianto di casa del club. Dal 2003 è dotato di erba artificiale.
Nello stesso complesso sportivo, oltre ad altri campi da calcio e bandy, dal 2009 è presente anche la Göransson Arena, un'arena indoor in grado di ospitare anch'essa partite di calcio e di bandy anche se al chiuso.